# Șumata, Gabrovo
Șumata (în bulgară Шумата) este un sat în comuna Sevlievo, regiunea Gabrovo,  Bulgaria. 

## Demografie
Componența etnică a satului Șumata
     Bulgari (99,74%)
     Nicio identificare (0,25%)
     Altele (0%)
La recensământul din 2011, populația satului Șumata era de 388 locuitori. Din punct de vedere etnic, majoritatea locuitorilor (99,74%) erau bulgari. Pentru 0,25% din locuitori nu este cunoscută apartenența etnică.